# La Villeneuve-au-Chêne
La Villeneuve-au-Chêne település Franciaországban, Aube megyében. Lakosainak száma 404 fő (2022. január 1.). La Villeneuve-au-Chêne Briel-sur-Barse, Champ-sur-Barse, La Loge-aux-Chèvres, Mesnil-Saint-Père, Piney, Vendeuvre-sur-Barse és Villy-en-Trodes községekkel határos.

## Népesség
A település népességének változása:
| Lakosok száma | 414  | 404  | 429  | 421  | 442  | 431  | 424  | 417  | 408  | 404  |
|               | 1968 | 1982 | 1990 | 2006 | 2013 | 2015 | 2017 | 2019 | 2020 | 2022 |